# 王世芳
王世芳（1487年—1547年），字濟美，號頤齋，直隸蘇州府崑山縣軍籍，太倉州人，明朝政治人物。

## 生平
弘治十七年（1504年）甲子科應天鄉試第二十二名舉人，正德十六年（1521年）辛巳科二甲第四十九名進士。授刑部江西司主事，因岳父毛澄時任禮部尚書，乞改，後升兵部員外郎、郎中，嘉靖七年（1528年）出為贛州府知府，當時詹事霍韜用事經贛州，王世芳無加禮，霍韜稱善，向吏部尚書舉薦，遷廣東按察司副使、提督學政。當時朝廷改先師像及殺祀禮，王世芳遲遲不下，遭論劾降調江西，致仕歸里，二十六年（1547年）卒於家。

## 家族
曾祖王輅；祖父王僑，南京工部郎中；父王悌，贈南京禮部主事。母陸氏。永感下。弟王世蕃。
妻毛氏，禮部尚書毛澄之女，封安人；繼妻丘氏（1502年-1565年），山東布政使司左參政丘經之女。有八子：王一貫、王一誠、王一元、王一正、王一中、王一恭、王一善、王一藝，女兒五人。